# Xã Clay, Quận Gallia, Ohio
Xã Clay (tiếng Anh: Clay Township) là một xã thuộc quận Gallia, tiểu bang Ohio, Hoa Kỳ. Năm 2010, dân số của xã này là 1.870 người.